# سیارک ۲۲۹۶
سیارک ۲۲۹۶ (به انگلیسی: 2296 Kugultinov، نامگذاری:1975BA1) دو هزار و دویست و نود و ششمین سیارک کشف شده‌است که در ۱۸ ژانویه ۱۹۷۵ کشف شد.
قدر مطلق سیارک برابر ۱۱٫۳۰ است.